# Tweebuffelsmeteenskootmorsdoodgeskietfontein
Tweebuffelsmeteenskootmorsdoodgeskietfontein je farma v Severozápadní provincii Jihoafrické republiky. Nachází se asi 200 kilometrů západně od Pretorie a asi 20 kilometrů východně od Lichtenburgu. Název této farmy má 44 písmen, takže je nejdelší v celé Jihoafrické republice a je dokonce i jedním z nejdelších na světě.

## Název
Název je odvozen z afrikánštiny a v překladu znamená: Pramen, kde byli dva buvoli zabiti jedním výstřelem. Tento název je příkladem toho, jak se v germánských jazycích (kam patří i afrikánština, odvozená z nizozemštiny) dají spojením slov vytvořit slova nová.

### Překlad jednotlivých částí názvu
- „Twee buffels“ – dva buvoli
- „met een skoot“ – jedním výstřelem
- „morsdood“ – zemřeli
- „geskiet“ – výstřel
- „fontein“ – pramen

## Historie farmy
Roku 1866 byla vládou Jihoafrické republiky tato farma přidělena A.P. de Nysschenovi. Tato informace pochází ze záznamů, kde byl jako název farmy uváděn Twee Buffels Geschiet (v překladu výstřel na dva buvoly) a bylo zde napsáno, že farma má rozlohu 6119 jiter a 5241,7 hektarů. V oficiálních mapách vydávaných společností National Geo-spatial Information je farma uváděna pod názvem Tweebuffels (v překladu dva buvoli). Podle této farmy se také jmenuje jedna píseň afrikánského hudebníka Antona Goosena, který je někdy označován jako "otec afrikánského rocku".